# Hanitra
Hanitra Ranaivo est une auteur-compositrice-interprète malagasy née à Fianarantsoa (Madagascar) en 1962.
Elle fut, à partir de 1979, membre et seule voix féminine  du groupe Lolo Sy Ny Tariny qui par cet apport devint l'une des formations musicales les plus populaires de l'île. Elle s'est principalement fait connaître grâce aux titres Mpivahiny - une adaptation en malgache de The stranger song de Leonard Cohen,  Maninona e et Zakarandahy.
Découverts avec son groupe par Graeme Alwright lors d'une tournée à Madagascar elle décide, à l'instar de plusieurs autres membres du groupe, de s'installer en France pour une carrière internationale. Malgré des débuts difficiles, elle obtient la reconnaissance du public malgache et international à partir de 1997. Depuis, elle enchaîne festivals et tournées et signe avec des labels prestigieux.
Ses compositions s'inspirent notamment de la tradition des chants mélodieux des hauts plateaux de Madagascar (hira gasy, kalon'ny fahiny)  qu'elle habille des divers rythmes de la grande île, en y ajoutant des touches afro-cubaines et brésiliennes.

## Biographie
Hanitra (prononcer « antch » en français) commence très jeune à s'intéresser à la musique. En 1979, à 18 ans, elle intègre le groupe Lolo Sy Ny Tariny qui devient alors l'une des formations musicales les plus populaires de l'île. Fred Hidalgo écrit au sujet de ce groupe : « … De nombreux groupes vont tenter d’inscrire leur propre empreinte, ce sont les Lolo sy ny tariny qui réussiront le mieux dans cet exercice : un groupe d’excellents vocalistes-mélodistes (huit garçons et une fille, Hanitra) qui va être indirectement à l’origine de l’ouverture de la chanson malgache au monde extérieur. C’est sans aucun doute Lolo sy ny tariny qui sera le déclencheur et le catalyseur de ce mouvement de reconnaissance qui se poursuit aujourd’hui – et se développe en s’amplifiant à l’échelle internationale…
Graeme Allwright, invité à se produire à Tananarive, en décembre 1979 - découvre le groupe : « Très impressionné par leur talent,  je les ai aussitôt invités à participer aux concerts que je donnais au Centre Albert Camus pendant une semaine... ». Il facilite ensuite leur venue en France en décembre 1980 pour l’enregistrement d’un album. Hanitra décide alors, à l'instar de plusieurs membres du groupe, de rester en France pour une carrière internationale. En quittant son île natale, elle laisse sur sa faim une génération d'inconditionnels. Des milliers de fans nostalgiques s'interrogeront pendant des années sur les raisons de son départ, alors qu'elle était au faîte de sa renommée...[réf. nécessaire]
Malgré ses nombreux atouts, Lolo Sy Ny Tariny ne fera finalement pas carrière, faute d'une communication suffisante. Le groupe finit alors par se dissoudre et ses membres se disséminent dans tout l'hexagone en tentant, chacun de son côté, une reconversion. Il en fut ainsi, par exemple, d'Erick Manana qui s'installa d'abord à Paris. Hanitra, quant à elle, se retrouve dans l’Ouest de la France où elle continue de chanter.
En 1997, après plus de 15 années d'absence et sans aucune promotion, elle effectue un retour inattendu sur la scène malgache par une série de concerts, accompagnée par des musiciens talentueux du terroir tels que Tôty Olivier Andriamampianina à la basse et "Pana" Panayotis Dourantonis aux percussions. L'accueil enthousiaste des médias et du public, l'encourage à enregistrer son premier album solo : Hanitra : Omeko Anao (1998). Elle s'entoure alors de la fine fleur des musiciens malgaches, du violoniste Bruno Jofa, et pour la prise de son et du mixage de Jean - Marc Bontemps et de Gérard Serre.
Tout en reconnaissant la qualité artistique de l'album, aucun label français n'accepte de le distribuer. Sorti en France, en 1998, sous l'étiquette « autoproduit » le disque connaît pourtant le succès. Les ventes réalisées (2500 albums environ) et l'intervention d'un responsable de la Fnac conduiront finalement à la signature d'une licence de distribution pour le monde entier. Plusieurs chansons de ce premier album solo sont toujours en playlist sur une centaine de programmes de musique africaine à travers le monde en 2011[réf. nécessaire].
Hanitra est ensuite la Révélation du Festival Jazz à Vannes 2000 pour sa prestation en première partie de Dee Dee Bridgewater, accompagnée notamment par Dimitri Dourantonis à la guitare et Nicolas Vatomanga à la flûte sodina.
En 2005, elle quitte la Bretagne pour l’île de la Réunion.

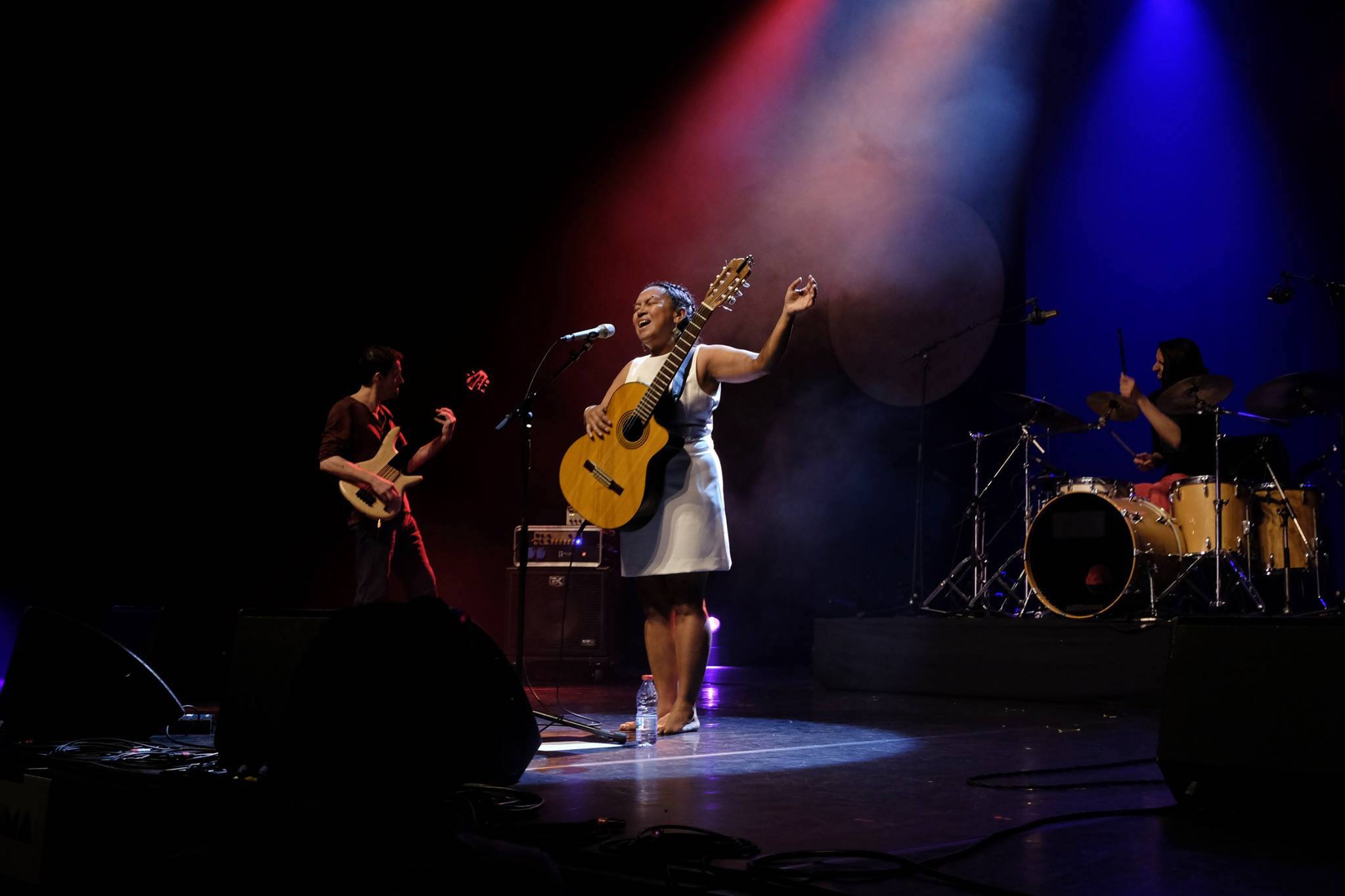
Hanitra en concert à la Réunion en 2015

En 2011, Hanitra sort enfin un nouvel album : Any aminay, en collaboration avec les guitaristes Félix Antilahivola et Jean-Marc Bontemps. Elle est alors désignée pour ouvrir le premier Marché des Musiques de l'Océan indien, devant plus d’une centaine de programmateurs venus du monde entier.  Tout s'accélère alors : elle se produit successivement en France, à Madagascar, à La Réunion, à Zanzibar, aux États-Unis ou encore en Australie. Pour l'anecdote, pendant son séjour aux États-Unis, le musicien australien Keith Urban (mari de Nicole Kidman et désormais jury de l’émission American idol) lui offre discrètement une guitare après l'avoir entendue par hasard au Guitar Center de Hollywood boulevard à Los Angeles.
En 2012, Hanitra franchit un cap important dans son intégration au réseau culturel réunionnais et devient éligible au dispositif d'accompagnement des groupes à l'export. En juillet 2012, à la suite de sa prestation remarquée en première partie du duo malien Amadou et Mariam, Hanitra rejoint l’agence artistique Entre noir et blanc basée dans le Lot en France et dirigée par Régine Lacan, fondatrice du festival Africajarc. Cette structure assure désormais le booking de Hanitra pour le monde entier.
En février 2013, Hanitra publie le premier songbook numérique au format iBook : The Voice of Madagascar. Elle devient la première artiste de la planète à utiliser toutes les possibilités de ce format pour publier ses œuvres en détournant le logiciel iBooks Author à l'origine conçu pour la fabrication de manuels scolaires.
En juin 2015, Hanitra fait partie des 3 artistes sélectionnés pour se produire sur la scène Sacem Internationale du IOMMA et sort son nouvel album Lasa dont le titre phare est un hommage à la chanteuse Lhasa de Sela. Elle devient marraine de l'association Aina Enfance et avenir. A l'occasion d'une levée de fonds pour cette association, elle se produit en concert avec Alain Souchon et Laurent Voulzy en octobre 2015 à Antananarivo .

## Concerts
- 1979 - 1980 : Tournées avec le groupe Lolo sy ny tariny à Madagascar, en France et en Europe
- 1983 : Printemps de Bourges, Première partie de Graeme Allwright
- 1983 : Paléo Festival Nyon, Suisse
- 1986 : Festival de musique africaine, Hambourg et Cologne, Allemagne
- 1998 : Hanitra est sélectionnée pour représenter Madagascar au concert Tomorrow 's Children, Helsinki, Finlande
- 1999 : Festival Musique à Pîles - Première partie de Matthieu Chédid, Bordeaux, France
- 2001 : Festival de Lausanne, Lausanne, Suisse
- 2002 : La petite scène, St Nolf, France
- 2002 : Festival Guitare et Voix du Monde, Angers, France
- 2002 : Rodobe  Festival, Paris, France
- 2003 : Festival le Monde aux Malins, Domalain, France
- 2003 : Les Rendez vous du canal', Malestroit, France
- 2004 : Festival du Bout du Monde, Crozon, France
- 2004 : Le Dôme, St Avé, France
- 2010 : Musiques Actuelles, Le Tampon, Ile de la Réunion
- 2011 : Cc Esca, Tananarive, Madagascar
- 2011 : Léspas culturel Leconte de Lisle, Saint Paul, Ile de la Réunion
- 2011 : Le Coco Beach, Saint Gilles, Ile de la Réunion
- 2011 : Les Pot'irons, Saint Denis, Ile de la Réunion
- 2011 : Brive Plage Festival, Brive-la-Gaillarde, France
- 2011 : Les Florilèges, Le Tampon, Ile de la Réunion
- 2011 : Ouverture du IOMMA, Premier marché des Musiques de l'océan indien, Le Port, Ile de la Réunion
- 2011 : Club Le Zinc Bar, New York, USA
- 2012 : Festival Sauti za Busara, Zanzibar, Tanzanie
- 2012 : Le Palaxa, Saint-Denis, Ile de la Réunion
- 2012 : Festival Africajarc, Cajarc, France
- 2012 : Festival Lao, Cilaos, Ile de la Réunion
- 2012 : Woodford Ford Festival, Woodford, Australie
- 2013 : Le Piment Café, Antananarivo, Madagascar
- 2013 : Festival Liberté Métisse, Etang-salé, Ile de la Réunion
- 2013 : Talents d’ici, Le Chantier des Francos, Théatre Luc Donat , Ile de la Réunion
- 2014 : Les Galleries de Pondichery, Inde
- 2015 : Sélection Sacem Internationale 2015 IOMMA, Ile de la Réunion
- 2015 : Concert avec Alain Souchon et Laurent Voulzy, Antananarivo, Madagascar
- 2015 : Sélection scène Sacem international IOMMA, Ile de la Réunion
- 2016 : Le Pan Piper, Paris, France
- 2016 : Festival Liberté Métisse, Ile de la Réunion
- 2017 : Festival National de Bellac, France
- 2017 : Sand Film Studio London, Royaume-Uni
- 2017 : The Bristol Fol House, Royaume-Uni
- 2018 : Lespas Culturel, Ile de la Réunion
- 2018 : Théatre Luc Donat, Ile de la Réunion
- 2019 : Festival Opus Pocus, La Réunion
- 2020 : Concert de la convention du disque vinyle de Malestroit (56) France

## Récompenses - Distinctions
- 2000 : Révélation du Festival Jazz à Vannes 2000
- 2015 : Sélection scène Sacem international IOMMA, Ile de la Réunion
- 2019 : Marraine de la convention du disque vinyle de Malestroit (56) France

## Discographie

### Hanitra Ranaivo
- 2016 : Hanitra - Lasa - ARC Music Productions International Ltd - Produit par Jean - Marc Bontemps
- 2010 : Hanitra - Any Aminay - Produit par Jean - Marc Bontemps
- 2007 : Musical postcard from Eastern Africa - Éditions Atlas
- 2004 : Women of the World - ARC Music Productions International Ltd (Compilation avec Hanitra Ranaivo, Miriam Makeba, Cristina Branco, Suzanna Owiyo, Susana Baca)
- 2003 : Stars Of Afro-Pop - ARC Music Productions International Ltd. (Compilation avec  Hanitra Ranaivo, Cesária Évora, Youssou N'Dour, Manu Dibango, Zap Mama, Toure Kunda et Papa Wemba)
- 2001 : Hanitra « The New Voice Of Madagascar : Omeko Anao ARC Music Productions International Ltd - Produit par Jean - Marc Bontemps
- 1998 : Hanitra - Omeko Anao - Produit par Jean - Marc Bontemps

### Avec le groupeLolo Sy Ny Tariny
- 1993 : MADAGASCAR (réédition en 2006 et 2010) - WDR World Network
- 1981 : Lolo Sy Ny Tariny : Maninona  (réédité en 1994) - Playa sound

## Filmographie
- Hiragasy -To tragoudi tis Madagaskaris (Song of Madagascar) de Theodoros Koutsoulis, 2007 (Grèce)

## Presse
- « Intense Hanitra Ranaivo - Festival du Bout du Monde ». Ouest-France. 8 août 2004
- « Des découvertes en scène ». Ouest-France. 10 août 2004
- « Une étoile malgache illumine “La petite scène” ». Le Télégramme. 18 décembre 2002
- « Festival Jazz à Vannes ». Le Télégramme le 7 août 2000.
- « Hanitra au CC ESCA à Tananarive ». L’Express de Madagascar. 24 février 199
- « Entre fidélité et nouvelles amours ». Tribune Madagascar le 24 février 1997